# Michelly Jankowitz
Milan Michelly Jankowitz-Himmelström, även verksam under namnet Leo Himmelström, född 1936 i Jugoslavien, död 1998, var en svensk målare, grafiker och fotograf.
Jankowitz studerade vid Alpes Maritime i Frankrike och för olika konstnärer. Separat ställde han ut i Sverige, Norge, Tyskland, Italien och Schweiz. Jankowitz är representerad vid Nationalmuseum.